# Orion (achtbaan)
Orion is een stalen achtbaan in Kings Island, Mason, Verenigde Staten

## Geschiedenis
De achtbaan had op 1 juli 2020 een soft opening waarna hij een dag later officieel opende.

## Baandetails
De achtbaan is 87 meter hoog en heeft een drop van 91 meter en heeft een snelheid van 146 km/h. De totale kosten bedroegen ongeveer $31 miljoen en werd gebouwd door Bolliger & Mabillard in opdracht van Cedar Fair Entertainment Company. Het is de zevende Giga Coaster in de wereld, wat komt door zijn eerste afdaling van 91 meter (300 feet).